# 淺草站 (首都圈新都市鐵道)

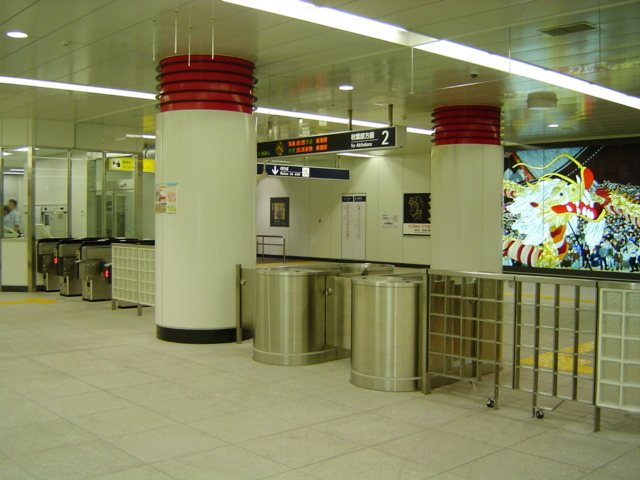
閘機（2005年8月19日）

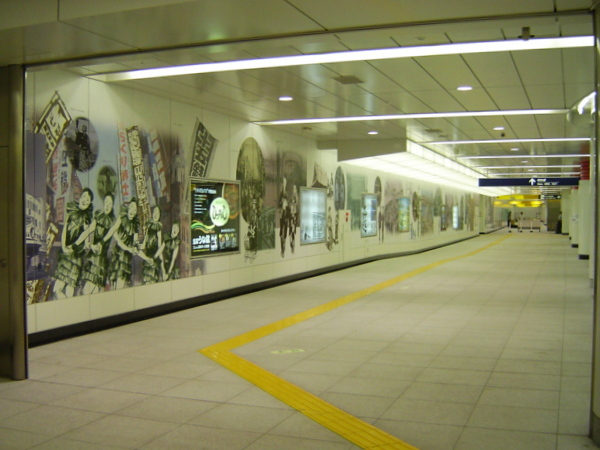
大堂（2005年8月19日）

淺草站（日语：／ Asakusa eki */?），位於日本東京都台東區西淺草三丁目1番11號，是首都圈新都市鐵道筑波快線的鐵路車站。車站編號為TX03。

## 車站結構
島式月台1面2線的地底車站。

### 月台配置
| 月台 | 路線     | 目的地     |
| ---- | -------- | ---------- |
| 1    | 筑波快線 | 筑波方向   |
| 2    | 筑波快線 | 秋葉原方向 |

## 使用情況
2016年度一日平均乘客人數為10,536人。啟用以來一日平均乘客人數推移如下表。
| 年度               | 1日平均 乘客人數 | 來源    |
| ------------------ | ---------------- | ------- |
| 2005年（平成17年） | 6,141            |         |
| 2006年（平成18年） | 6,632            | [ 3 ]   |
| 2007年（平成19年） | 7,441            | [ 4 ]   |
| 2008年（平成20年） | 7,917            | [ 5 ]   |
| 2009年（平成21年） | 8,111            | [ 6 ]   |
| 2010年（平成22年） | 8,420            | [ 7 ]   |
| 2011年（平成23年） | 8,363            | [ 8 ]   |
| 2012年（平成24年） | 9,101            | [ 9 ]   |
| 2013年（平成25年） | 9,349            | [ * 1 ] |
| 2014年（平成26年） | 9,480            | [ * 2 ] |
| 2015年（平成27年） | 10,255           | [ * 3 ] |
| 2016年（平成28年） | 10,536           |         |

## 歷史
- 2005年（平成17年）8月24日 - 開業。

## 相鄰車站
首都圈新都市鐵道
 筑波快線
■快速、■通勤快速、■區間快速、■普通
新御徒町（TX02）－淺草（TX03）－南千住（TX04）

### 統計資料
東京都統計年鑑
1. ↑  東京都統計年鑑（平成25年）[永久]
2. ↑  .   [2018-04-15]. （原始内容存档于2017-07-30）.
3. ↑  .   [2018-04-15]. （原始内容存档于2018-11-09）.

## 外部連結
- 筑波快線 – 淺草站 （页面存档备份，存于）（繁體中文）